# Roland Hedlund
Roland Napoleon Hedlund (Ersmark, 17 novembre 1933 – Skellefteå, 8 marzo 2019) è stato un attore svedese, vincitore del premio Guldbagge come miglior attore nel 1969.

## Biografia
La sua carriera a livello televisivo e cinematografico ebbe inizio negli anni cinquanta e si concluse nel 2012, con oltre settanta apparizioni in serie televisive e pellicole cinematografiche.

## Filmografia

### Cinema
- Adalen '31 (Ådalen 31), regia di Bo Widerberg (1969)
- Vendetta, regia di Mikael Håfström (1995)

## Premi e riconoscimenti
Guldbagge
1969 - Miglior attore - Adalen '31